# Stenoheriades truncaticeps
Stenoheriades truncaticeps är en biart som först beskrevs av Heinrich Friese 1922.  Stenoheriades truncaticeps ingår i släktet Stenoheriades och familjen buksamlarbin. Inga underarter finns listade i Catalogue of Life.